# Владимир Радивојевић
Владимир Радивојевић (Лозница, 4. фебруара 1986) српски је фудбалер који тренуно наступа за Младост из Лучана.
У новембру 2013. године, Радивојевић је добио позив у „Селекцију новинара“ под вођством Љубише Стаменковића. За тај састав наступио је на ревијалној утакмици против репрезентације Србије одиграној на Беглуку у Ужицу.

## Каријера
Радивојевић је своју фудбалску каријеру започео у Лозници, а касније је наступао за Борац из Чачка и Раднички Стобекс. У лучанској Младости провео је две сезоне, од 2009. до 2011. године. Након одбијања да продужи уговор са клубом, Радивојевић је рекао да је трпео мобинг и понижавања. После истека уговора приступио је ивањичком Јавору, а током лета 2013. медији су писали о интересовању Црвене звезде. Почетком 2014. потписао је за Рад, а лета исте године постао је играч Новог Пазара. Са тим клубом је наредне године продужио уговор, а затим се средином 2016. вратио у Младост из Лучана. Са екипом Младости је наступио у Финалу Купа Србије 2018. године.

## Трофеји и награде
Лозница
- Зона Дунав : 2007/08.[15]